# Cratere Papaleksi
Papaleksi è un cratere lunare di 92,03 km situato nella parte nord-occidentale della faccia nascosta della Luna.